# 鄭用錫
鄭用錫（1788年6月10日—1858年3月21日），稱號開台進士、開台黃甲，名蕃，譜名文衍，字在中，號祉亭，清朝政治人物，臺灣淡水廳竹塹（今新竹市）人，祖籍福建省泉州府同安縣浯江（今金門縣）。道光初以科舉入仕，有「開臺進士」之譽，官至禮部員外郎，後因功誥授二品通奉大夫，葬於竹子坑。

## 生平

### 家世
鄭用錫之先祖於明朝末年由福建漳州府漳浦遷居至泉州府同安縣金門。乾隆四十年（1775年），其祖父鄭國唐攜子崇和渡海至臺，在淡水廳後龍（今屬苗栗縣）居住，鄭國唐稍後（1776年）即在竹塹城（今北門）大街上開立恆利號商鋪。崇和後成博士弟子員。

### 出生與早年
乾隆五十三年五月初七日（1788年6月10日），鄭用錫出生於後龍，為鄭崇和之次子。嘉慶十一年（1806年），全家遷居竹塹（今屬新竹市）。

### 仕途
鄭用錫自幼穎異，拜入王士俊門下，通曉經、史，日日必讀，尤其精於《易經》，曾主任泰山明志書院山長講席。嘉慶二十三年（1818年），戊寅科鄉試中舉人。道光三年（1823年），赴京參加癸未科會試中式，殿試位列三甲第一百零九名，賜同進士出身。臺灣入清一百餘年來，真正屬於臺灣籍貫的考生首次登科，當地以為盛事，鄭用錫遂有「開臺進士」或「開臺黃甲」之譽。
道光六年（1826年），鄭用錫與臺灣府淡水撫民同知李慎彝等稟請改建淡水廳城（竹塹城之別名），并獲准將原來的土牆改爲石砌。工程於次年(1827)展開，由臺灣道道員孔昭虔親自履勘，歷時兩年、於1829年完成。督建城池有功，加同知銜。
道光十四年（1834年），赴京秩，前往京師，籖分兵部武選司任職，1835年補授禮部鑄印局員外郎兼儀制司。因不習官場應酬，於道光十七年（1837年）侍親為由，請求歸養老母；返鄉後，開始興建自宅，即「進士第」，並寫〈慨時〉詩一首：
無才堪報國，笑汝竟為官。
雞犬升天易，牛羊在牧難。
兢兢誰自履，瑣瑣盡高冠。
洗耳吾歸去，何如樂澗槃。
 — 鄭用錫， 〈慨時〉
道光二十二年（1842年），英國侵犯大安口，鄭用錫率先募鄉勇援救，受賞花翎，不久又以剿敌之功加四品銜。
咸豐元年（1851年），鄭用錫在竹塹城北修築「北郭園」以自娛。咸豐三年（1853年），臺北發生頂下郊拚等械鬥（1852年就已發生泉漳械鬥），鄭用錫親與臺北仕紳陳維英一起主持和解事宜，活人甚多。咸豐四年（1854年），鄭用錫奉旨與進士施瓊芳等協辦團練事務，并助捐米糧，獲得二品封典，並寫下《勸和論》，告諭臺灣百姓以和為貴，勿分類械鬥。

### 逝世
咸豐八年二月初七日（1858年3月21日），鄭用錫逝世，享壽六十九歲。
同治八年（1869年），入祀鄉賢祠。同治《淡水廳志》有傳。

## 開臺進士
鄭用錫是清朝建立臺灣府後第一位臺灣本籍進士，有「開臺進士」、「開臺黃甲」之譽。在其之前，臺籍已有陳夢球、王克捷、莊文進三人考取進士，然而陳夢球屬於旗人，籍貫為福建泉州府同安縣人，以漢軍正白旗籍中舉，故有一說稱王克捷為「開臺進士」，莊文進為「開鳳進士」，鄭用錫為「開淡進士」，但王克捷為福建省泉州府晉江縣籍，移居臺灣寄籍諸羅縣，莊文進以臺灣府鳳山縣籍登科後，又回歸祖籍晉江縣，因此「開臺進士」之說依然是以鄭用錫為主。
康熙三十三年（1694年）甲戌科武進士榜（曹曰瑋榜），臺灣府臺灣縣人阮洪義，考取第三甲第三十三名，為臺籍首位武進士。

## 鄉賢
清代臺灣的鄉賢入祀，只有五人，新竹鄭家就佔了三位，不僅是臺灣史上僅有，即使清代其他府縣，恐怕也少有其匹。鄭用錫是崇和之子，鄭用鑑則是崇和之侄。乃以「父子兄弟叔侄鄉賢」與「開臺黃甲」並傳為佳話。

## 著作
鄭用錫精通儒家經學，著有《周禮解疑》及《周易折中衍義》。因淡水廳尚未有志書，曾自纂《淡水廳志》（為與正式出版者區分，又稱初志稿、初稿），雖未刊行，卻成為日後陳培桂編寫《淡水廳志》的重要參考。用錫工詩文，好吟詠，與當地文士多有唱和。
同治九年（1870年），次子鄭如梁委託福建舉人楊浚整理用錫詩文遺稿，刊刻《北郭園全集》十卷行世。楊浚對其詩評價極高，稱「其品格在晉為陶靖節、在唐為白樂天、在宋為邵堯夫，間有逼肖元遺山者。」
鄭用錫以〈勸和論〉受到臺灣文學界的肯定，該文也被中華民國教育部選為101課綱「三十篇文言文範文」和108課綱「普通型高級中等學校（第五學習階段）推薦選文15篇」之一，今日常被各教科書出版社選為高中國文課文。根據《百年見聞肚皮集》考証，《勸和論》是「咸豐四年作」（1854年）。但因為原本的註解誤植為「咸豐三年作」（1853年），被學者誤會。其實《勸和論》是為了咸豐三年的械鬥（即「頂下郊拚」）所作，文章寫於咸豐四年。

## 家族

鄭用錫家族功名名錄，收錄於浯江鄭氏家乘

鄭用錫嚴於治家，曾編寫家規，子孫恪守。因世居位於新竹北門北郭園一帶，後代稱為北郭園家族。

## 遺跡

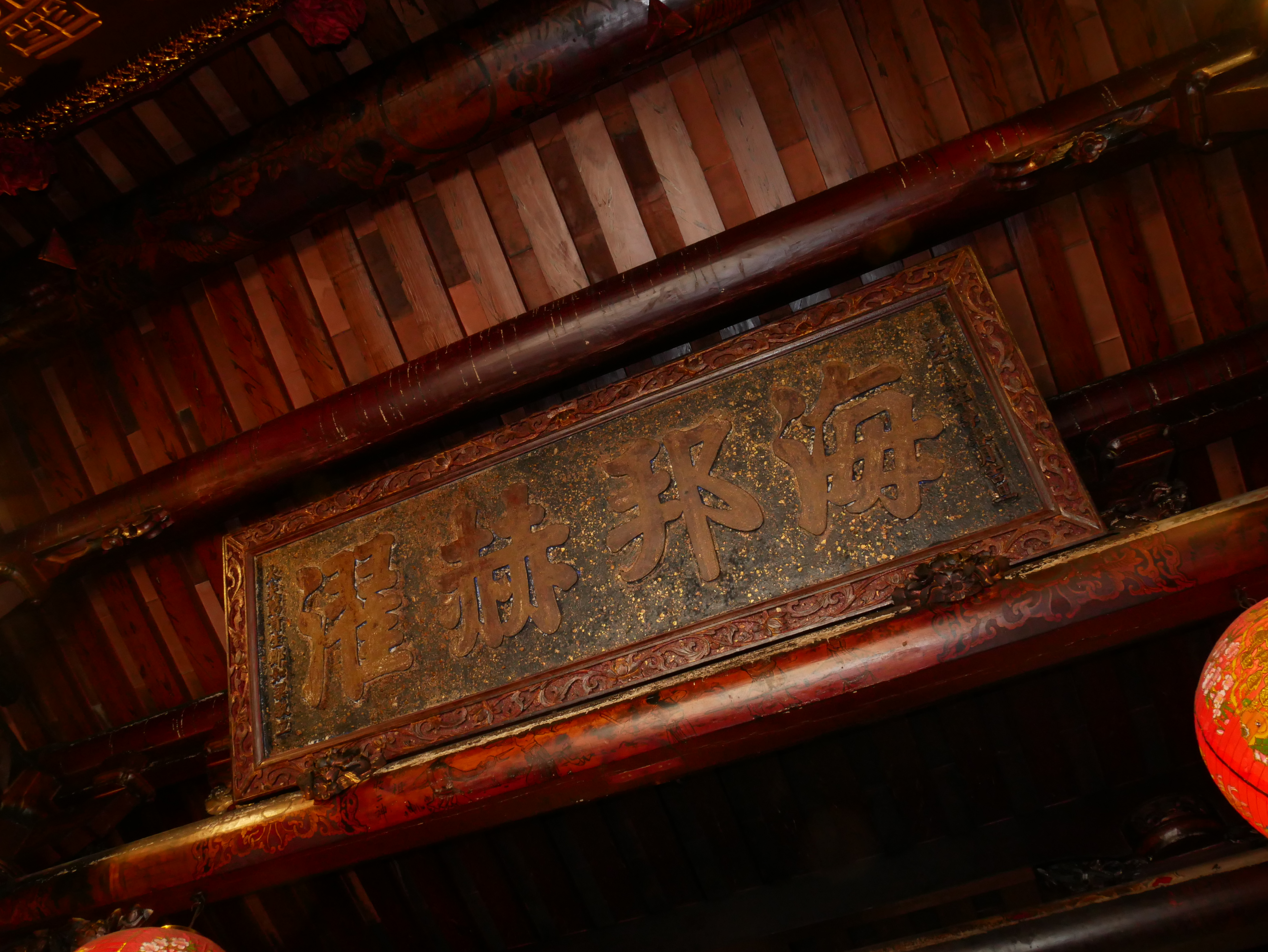
新竹長和宮內鄭用錫之子鄭如梁於道光二十七年（1847年）所立「海邦赫濯」匾

### 文庙
在尚未考取进士之前，曾与林绍贤等人捐资建造淡水厅文庙。《淡水廳志》卷十五‧附錄一文徵（上）〈捐造淡水學文廟碑記〉記載：「是役也，倡謀捐建不憚勤勞著正總理則有林璽、林紹賢等，副總理則有鄭用錫、郭成金等。若吳振利、羅秀麗、陳建興、吳金吉等共董其事，亦與有力焉。麋金二萬□千□百有奇，不費公帑一絲。肇工於嘉慶二十一年十二月十五日，告竣于道光四年四月初十日。蓋自夫子之廟成，而淡始獲睹整齊嚴肅之規也。」

### 竹塹城

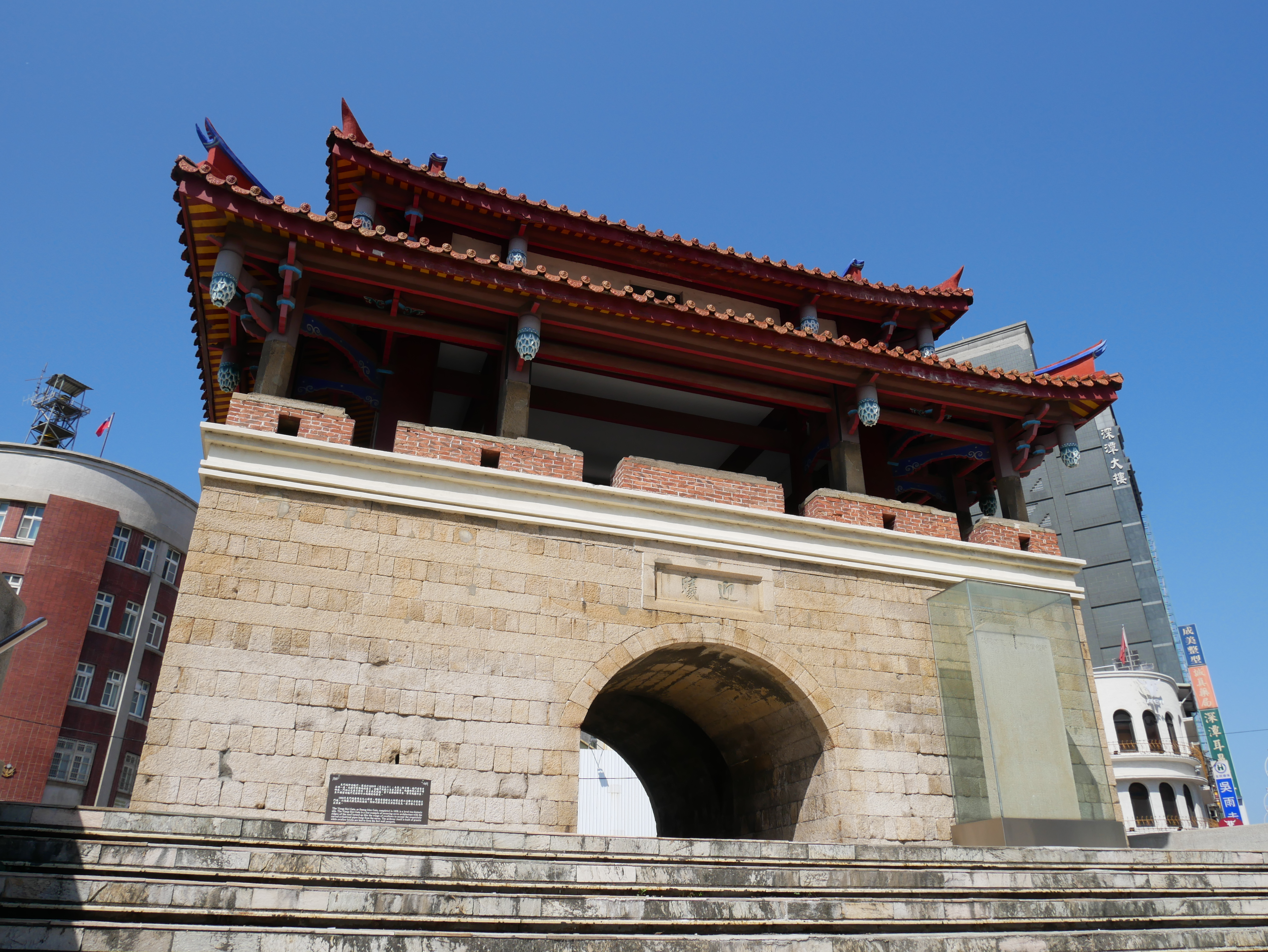
竹塹城僅存之迎曦門

道光六年（1826年），鄭用錫與臺灣府淡水撫民同知李慎彝等稟請改建淡水廳城，即竹塹城，並獲准將原來的土牆改爲石砌。工程於次年展開，由臺灣道孔昭虔親自履勘，歷時兩年完成。用錫督建城池有功，加同知銜。

### 故居

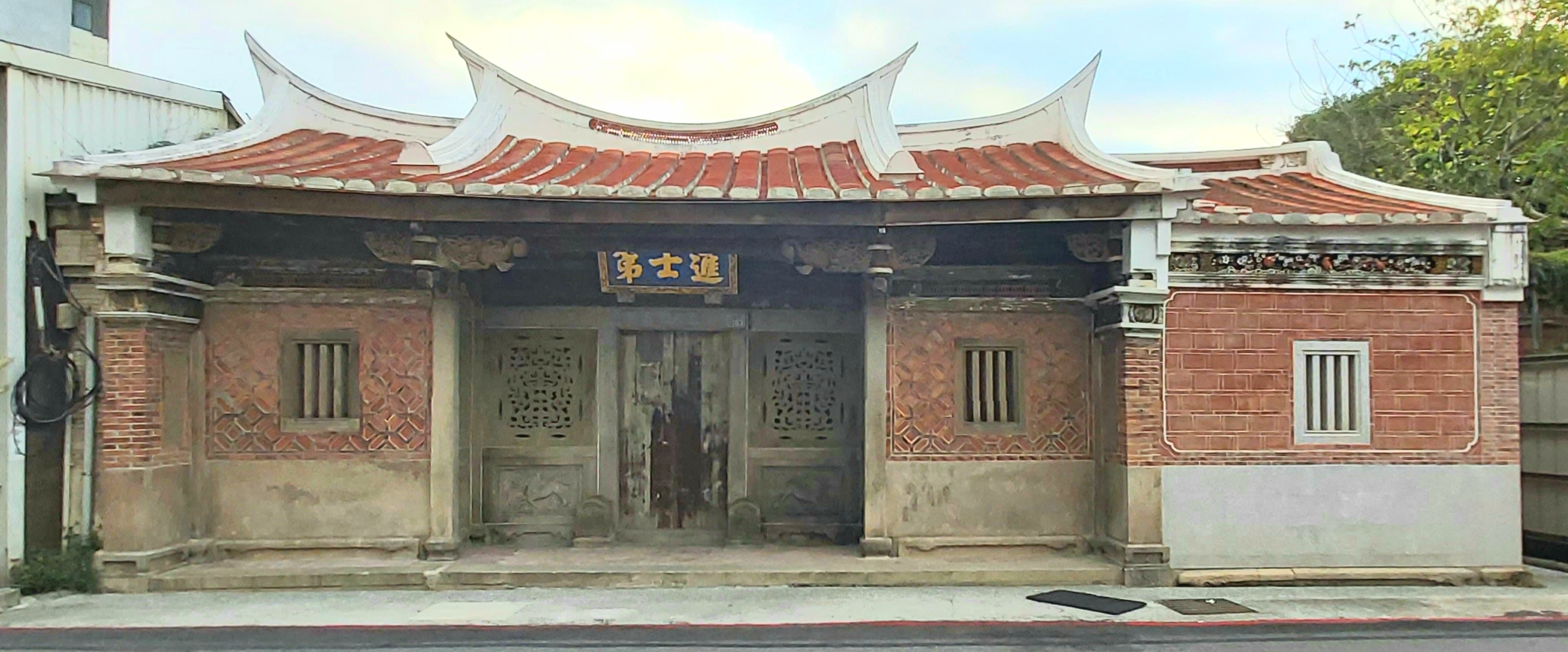
新竹進士第

鄭用錫宅第，又稱進士第，位於竹塹城北門外，即今新竹市北區北門街。建築群建於道光十七年（1837年），共三開五進院落，整體風格與金門民居相同，特徵為山牆馬背較大而弧度較緩。建築木雕精美，極具地方特色，整體建築特色——閩南磚打造成。二戰期間，後三進院落遭遇美軍轟炸焚毀，僅前二進倖存至今。現為二級古蹟。

### 書院
道光九年（1829年），鄭用錫任院長。道光十四年（1834年）鄭用錫赴京任官，由堂弟鄭用鑑接任；咸豐二年（1852年）鄭用錫歸里再任。咸豐八年（1858年）鄭用錫卒，由子鄭如松接任。

### 園林
北郭園為鄭用錫於咸豐元年（1851年）在竹塹城北興建，取唐朝李白名句「青山橫北郭」之意境。俗稱「外公館」。北郭園曾是臺灣最富盛名的庭園之一。鄭用錫身後，園林由家人繼續經營。日治時期，被迫開路。中華民國接管臺灣後，最終於1978年夏拆除。

### 宗祠
- 東溪鄭氏家廟，位於金門縣金沙鎮大洋里東溪14號，由鄭用錫於道光十年（1830年）在祖居地創建。建築座東南、朝西北，是典型的清朝中葉閩南特色建築。廟內的木製棟架、雀替、斗栱等，均為鏤空雕精品。廟內尚存進士匾額、石香爐、金瓜筒、趖瓜筒、獅子斗座、神龕看架等精美文物。[10]

- 新竹鄭氏家廟：位於新竹市北區，建於咸豐三年（1853年），隔壁依序為吉利第、春官第與進士第。

### 會館
鹿港金門館原稱浯江館，本為仕紳許樂三的宅邸，嘉慶十年（1805年）變賣後改為浯江館；道光十一年（1831年）時，鹿港遊擊溫兆鳳倡議重建，但未動工便升任艋舺迎參將，後來繼任的劉光彩繼續倡議，該工程由鄭用錫擔任總理，於道光十二年（1832年）二月動工，道光十四年（1834年）四月落成。

### 墓葬

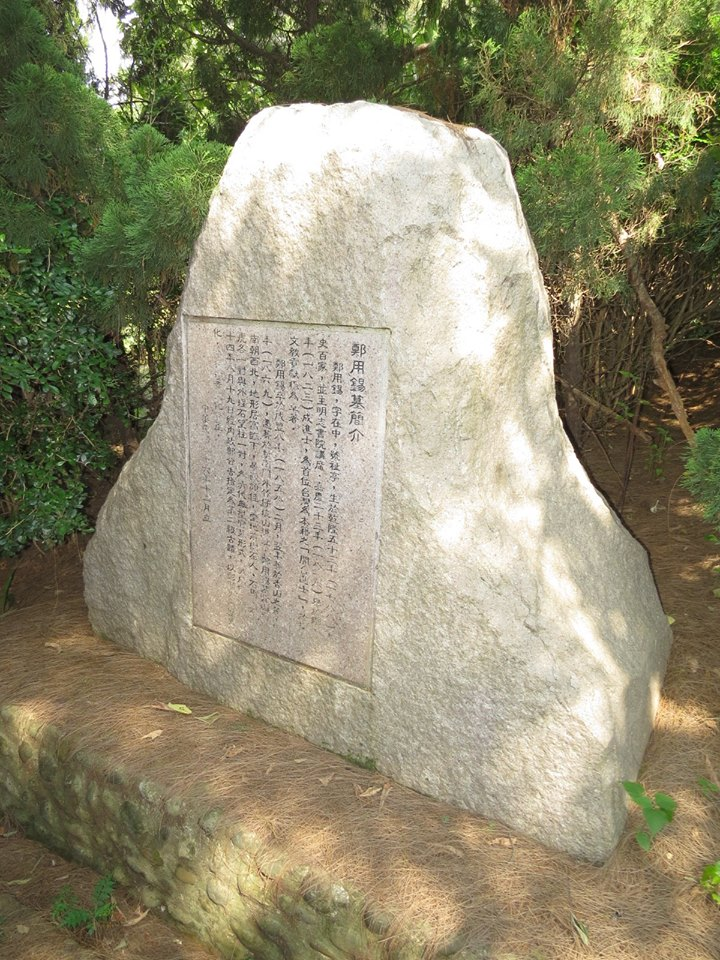
鄭用錫進士墓之簡介

鄭用錫墓，俗稱「開臺進士墓」，在今新竹市南星大眾廟山，軍人公墓右側，建於同治八年（1869年），是臺灣現存規格較高的墓葬建築。
墓葬依鄭用錫生前品秩而建，坐東南朝西北，占地約638坪（2,112平方公尺）。墓塋呈橢圓形，神道兩側石象生保存尚好，有文武官像及石馬、石羊、石虎各一對。原為二級古蹟，現為國定古蹟。